# 中山 (市川市)
中山（なかやま）は、千葉県市川市の地名。現行行政地名は中山一丁目から中山四丁目。郵便番号は272-0813。

## 地理
市川市北部に位置する。東は若宮、船橋市東中山、西は高石神、南は船橋市本中山、北は北方と接している。町域内は住宅地として利用されるほか、中山法華経寺を中心とする寺町となっている。
画家、東山魁夷が晩年まで居住した地で、東山魁夷記念館が当地に置かれている。当地の北東の船橋市古作に中山競馬場があり、競馬開催日には競馬場に向かう中山法華経寺の参道付近が賑わう。一丁目に市立中山小学校、市立第四中学校、四丁目に中山病院、中山法華経寺、四丁目に隣接して京成本線京成中山駅がある。

### 地価
住宅地の地価は、2014年（平成26年）1月1日の公示地価によれば、中山2-2-2の地点で20万7000円/m2となっている。

## 歴史

### 沿革
- 1869年（明治2年） - 葛飾県葛飾郡中山村となる。
- 1871年（明治4年） - 廃藩置県後の府県再編により印旛県葛飾郡中山村となる。
- 1873年（明治6年） - 印旛県と木更津県の合併により千葉県葛飾郡中山村となる。
- 1878年（明治11年） - 郡区町村編制法により葛飾郡が分割され、千葉県東葛飾郡中山村となる。
- 1889年（明治22年） - 東葛飾郡鬼越村、若宮村、北方村、高石神村と合併し、東葛飾郡中山村大字中山となる。
- 1924年（大正13年）8月10日 - 中山村が町制施行。東葛飾郡中山町大字中山となる。
- 1934年（昭和9年）11月3日 - 市川町、八幡町、国分村と合併、市制施行。市川市大字中山となる。
- 1951年（昭和26年）12月1日 - 市内の大字を町に変更。それに伴い、市川市中山町となる。
- 1969年（昭和44年）9月1日 - 住居表示施行。市川市中山一丁目 - 四丁目となる。

### 地名の由来
「中山法華経寺」やその前身の「法花寺」「本妙寺」ができる以前に秩父平氏中山氏の領地であったとされ、以前より「中山」であったことがわかる。地名と人名のどちらが先かはわかっていない。
当地にある｢中山法華経寺｣から。

## 世帯数と人口
2017年（平成29年）9月30日現在の世帯数と人口は以下の通りである。
| 丁目       | 世帯数    | 人口    |
| ---------- | --------- | ------- |
| 中山一丁目 | 628世帯   | 1,424人 |
| 中山二丁目 | 482世帯   | 956人   |
| 中山三丁目 | 484世帯   | 973人   |
| 中山四丁目 | 624世帯   | 1,181人 |
| 計         | 2,218世帯 | 4,534人 |

## 小・中学校の学区
市立小・中学校に通う場合、学区は以下の通りとなる。
| 丁目       | 番地 | 小学校             | 中学校             |
| ---------- | ---- | ------------------ | ------------------ |
| 中山一丁目 | 全域 | 市川市立中山小学校 | 市川市立第四中学校 |
| 中山二丁目 | 全域 | 市川市立中山小学校 | 市川市立第四中学校 |
| 中山三丁目 | 全域 | 市川市立中山小学校 | 市川市立第四中学校 |
| 中山四丁目 | 全域 | 市川市立中山小学校 | 市川市立第四中学校 |

## 施設
- みどり幼稚園
- 市川市立中山小学校
- 市川市立第四中学校
- 中山病院
- 中山法華経寺
- 清水寺
- 浄鏡寺
- 本光寺
- 浄光院
- 常修院
- 安世院
- 遠寿院
- 祖師堂